# Tamtam
Een tamtam is een op de gong lijkend metalen slaginstrument (idiofoon). Net als de gong bestaat hij uit een grote, wat gewelfde metalen plaat met een omgeslagen rand, maar hij is veel groter en heeft een donkerdere klank. De tamtam hangt in een frame en wordt bespeeld met een knuppel. De tamtam heeft geen gelijke toon: dat wil zeggen dat de tamtam (in tegenstelling tot de gong) geen bepaalde toonhoogte heeft.
In populair taalgebruik wordt tamtam ook gebruikt om te verwijzen naar verschillende niet-metalen slaginstrumenten uit Afrika en India die gebruikt kunnen worden voor communicatie over lange afstand, bijvoorbeeld  tama's.
De tamtam dient niet te worden verward met de tomtom, een trommel.

## Trivia
- Het Suske en Wiske-verhaal De tamtamkloppers is gebaseerd op communicatie met dit instrument.
- Het gezegde 'veel tamtam maken' vindt zijn oorsprong in dit instrument.